# Феканский салат
Феканский салат (фр. salade fécampoise, салат фекампуаз, также salade des chalutiers fécampois — «Феканский траулерский/судовой салат») — традиционный рецепт нормандского города Фекан, распространившийся со временем во всей французской кухне, на основе селёдки, картофеля, лука, сваренного вкрутую яйца, винегретной заправки.
Во французской кухне считается разновидностью salade composée — смешанного салата из свежих овощей с другими не овощными ингредиентами.

## История
Фекан — важный рыболовный порт на побережье Нормандии, известный своими траулерами для ловли трески.
Сезон ловли сельди обычно длится четыре месяца, с мая по сентябрь, когда весь Фекан традиционно готовит свежую сельдь по многочисленным рецептам, приготовленную на пару, на гриле, запеченную, маринованную. А также вяленую сельдь (солено-копченую) в остальное время года.

## Рецепт
В составе салата отварной картофель, нарезанный кубиками или ломтиками, свежесоленая или вяленая селедка, яйца вкрутую, мелко нарезанный лук или лук-шалот, соус винегрет. Возможно также наличие яблок, помидоров, моркови, салата из одуванчиков, рубленой петрушки, маринованных огурцов.
Этот рецепт также известен как «Маринованное филе сельди в салате», где филе сельди, маринованное в масле, с морковью, луком и букетом гарни из ароматных трав, подаётся с картофелем и салатом.